# Urkundenfälschung

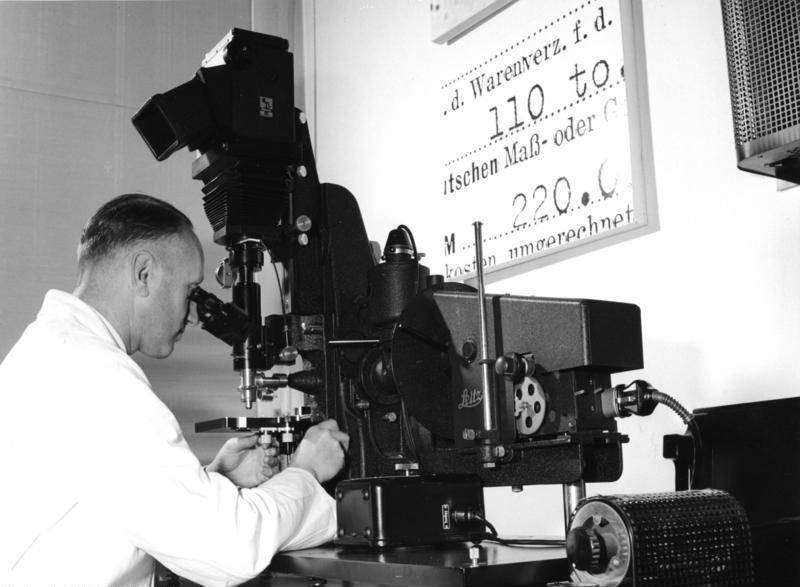
Mikroskopische Untersuchung bei auffallendem Licht. Zollkriminalinstitut, Köln, 1961

Die Urkundenfälschung (umgangssprachlich auch Dokumentenfälschung) ist eine Straftat, die in verschiedenen Rechtsordnungen unter Strafe gestellt ist. Mit dem Begriff der Urkundenfälschung stehen Handlungen in Verbindung, die den Beweiswert von Urkunden manipulieren. Hierzu gehören die Herstellung einer unechten Urkunde, die Verfälschung einer echten Urkunde sowie der Gebrauch einer falschen oder verfälschten Urkunde.

## Historische Beispiele und Stand der Forschung
Historische Beispiele für bedeutende Urkundenfälschungen sind die Konstantinische Schenkung, die Goldene Handfeste von Bern und das Privilegium maius. Heute können Urkundenfälschungen gut durch forensische Verfahren, insbesondere chemische Untersuchungen, physikalisch-technische Verfahren und Schriftvergleichung nachgewiesen werden.

## Nach dem Recht Deutschlands
Im Strafrecht Deutschlands steht die Urkundenfälschung nach § 267 StGB unter Strafe. Diesen Tatbestand verwirklicht, wer vorsätzlich und in Täuschungsabsicht eine unechte Urkunde herstellt, eine echte Urkunde verfälscht oder eine unechte oder verfälschte Urkunde gebraucht. Diese Vorschrift schützt im Interesse des Rechtsverkehrs die Authentizität von Urkunden. Sie steht in engem Zusammenhang zum Tatbestand der Urkundenunterdrückung (§ 274 StGB), der den Bestand von Urkunden schützt, sowie zum Verbot der mittelbaren Falschbeurkundung (§ 271 StGB), das die inhaltliche Richtigkeit von Urkunden schützt.

## Nach dem Recht Österreichs
In Strafrecht Österreichs wird die Urkundenfälschung nach Art. 223 StGB mit Freiheitsstrafe bis zu einem Jahr oder mit Geldstrafe bestraft. Diesen Tatbestand erfüllt, wer eine falsche Urkunde mit dem Vorsatz herstellt oder eine echte Urkunde mit dem Vorsatz verfälscht, dass sie als Beweismittel genutzt wird. Qualifiziert wird dieses Delikt durch die Tatbestände Art. 224 – Art. 224a StGB, die einen höheren Strafrahmen vorsehen, wenn der Täter besondere Urkunden, etwa öffentliche Urkunden, manipuliert.

## Nach dem Recht der Schweiz
Im Strafrecht der Schweiz ist die Urkundenfälschung (französisch faux dans les titres, italienisch falsità in atti, rätoromanisch falsificaziun da documents) in Art. 251 StGB geregelt. Hiernach macht sich strafbar, wer eine Urkunde fälscht, verfälscht oder die echte Unterschrift oder das echte Handzeichen eines anderen zur Herstellung einer unechten Urkunde benutzt, um einen anderen zu schädigen oder um sich einen unrechtmäßigen Vorteil zu verschaffen. Der Strafrahmen entspricht dem des deutschen § 267 StGB.